# Ceratitis marriotti
Ceratitis marriotti
 es una especie de insecto del género Ceratitis de la familia Tephritidae del orden Diptera. 
Munro la describió científicamente por primera vez en el año 1933.